# Irukandji
Le meduse Irukandji  (Carukia barnesi Southcott, 1967, Malo kingi Gershwin, 2007 e Keesingia gigas Gershwin, 2014), o Irucangi, sono meduse di piccole dimensioni ed estremamente velenose, che si trovano soprattutto presso le coste australiane. Non vanno confuse con un'altra specie di Cubozoa, il Chironex fleckeri, che può causare la morte, ma non la Sindrome di Irukandji.

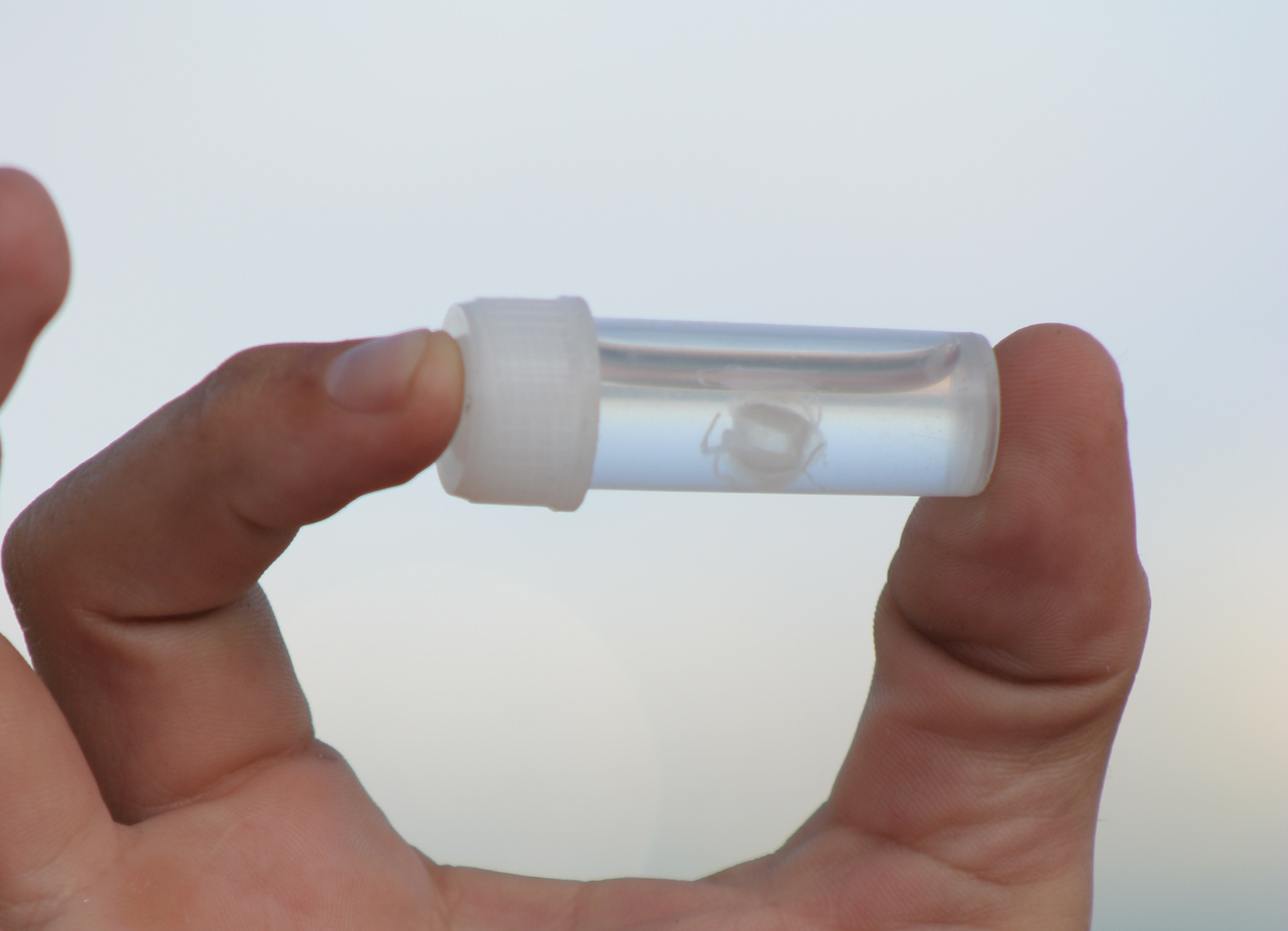
Esemplare di Irukandji catturato nel Queensland, in Australia

La puntura di una medusa Irukandji causa dei sintomi che sono noti come “Sindrome di Irukandji”. Questi sintomi sono stati documentati per la prima volta da Hugo Flecker nel 1952 e prendono il nome dalla popolazione degli Irukandji, che vive nella zona costiera settentrionale del Cairns. La prima delle due specie ad essere scoperta, la Carukia barnesi, è stata identificata nel 1964 da un medico, Jack Barnes. Per provare che questo animale era la causa della Sindrome di Irukandji, Barnes ne catturò un minuscolo esemplare e si lasciò pungere mentre suo figlio e un bagnino ne osservavano gli effetti.
Come altre meduse, le Irukandji sono dotate di pungiglioni (nematocisti) non solo sui tentacoli (dove sono disposti a grappolo ed assomigliano a gocce d'acqua), ma anche sulla “esombrella”. In più, il veleno è diffuso solo a partire dalla punta delle nematocisti, piuttosto che dall'intera lunghezza. Ciò accade perché la parte iniziale è più debole, e si verifica soltanto una reazione ritardata mentre il veleno fa effetto.
Si sa poco sul ciclo di vita e sul veleno delle meduse Irukandji. In parte questo è dovuto alle loro piccole dimensioni e alla loro fragilità, che non consente di conservarle in normali bocce per pesci o in acquari. Il loro corpo è così fragile e inconsistente che l'impatto con le pareti di un normale contenitore in vetro le ucciderebbe. I ricercatori ritengono che il veleno possegga una forza sufficiente a stordire in modo immediato le prede delle meduse Irukandji, che sono pesci piccoli e veloci. In base a calcoli statistici, si crede che la Sindrome di Irukandji possa essere causata da molte specie di medusa, ma soltanto per la Carukia barnesi e per la Malo kingi si hanno dei riscontri scientifici di ciò.

## Sindrome di Irukandji
La Sindrome di Irukandji è causata da una quantità molto ridotta di veleno e produce dolori a varie parti del corpo (tipicamente crampi ai muscoli crociati di braccia e gambe, intenso dolore alla schiena ed ai reni, e sensazioni simili a quelle causate da ustioni alla pelle ed in particolare al viso), emicrania, nausea, insonnia, sudorazione accentuata, vomito, tachicardia e ipertensione arteriosa. Dal 2007 il solfato di magnesio viene usato per trattare la Sindrome di Irukandji. La puntura in sé è solo moderatamente irritante; i sintomi veri e propri si manifestano dopo un lasso di tempo compreso tra 5 e 120 minuti (in media 30). Essi possono perdurare da ore fino ad intere giornate e può esserci bisogno di ricovero ospedaliero. L'applicazione di aceto sulla parte di pelle aggredita riesce a disattivare eventuali nematocisti ancora presenti. Non esistono antidoti per il veleno qualora esso fosse già entrato in circolazione.
Se trattata correttamente, una singola puntura non è di solito fatale, ma dopo la morte di due persone in Australia, in seguito ad una di queste punture, nell'opinione pubblica è cresciuta la paura. Il numero di decessi dovuti alla Sindrome, ed attribuiti erroneamente ad altre cause, è sconosciuto.

## Meduse di Irukandji nella cultura di massa

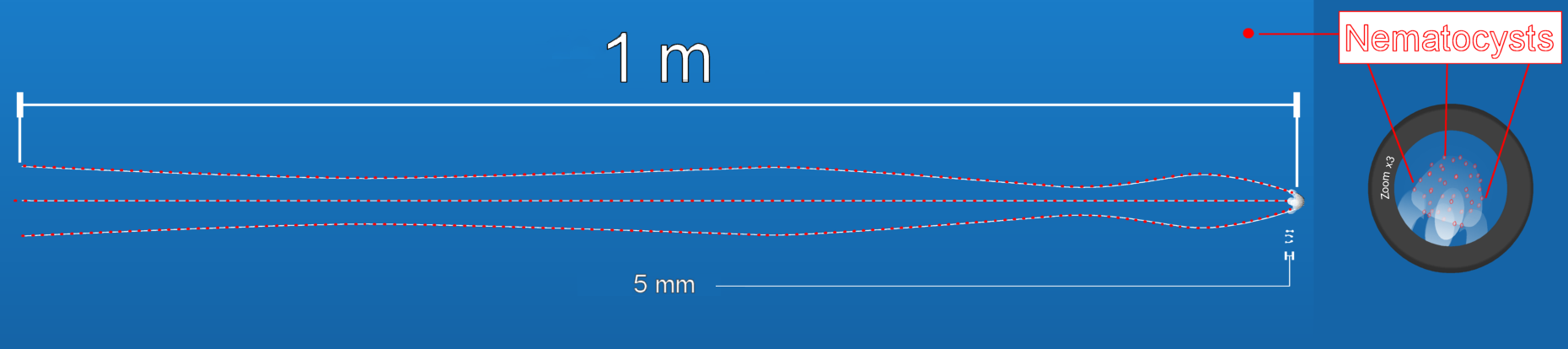
Disegno in scala di una Medusa Irukandji

- Queste meduse sono state la causa del ritardo nelle riprese del film hollywoodiano Tutti pazzi per l'oro del 2008, con Kate Hudson e Matthew McConaughey . Le riprese stavano avvenendo nel Queensland, in Australia, quando le Irukandji sono state avvistate, ed un biologo è stato convocato per una consulenza.[6]
- La medusa e gli esperimenti del Dr. Barnes sono citati in una parte del webcomic Three Panel Soul[7]
- In Guild Wars Factions la Irukandji è un nemico comune nell'area del Mare di Giada.[8]
- Questa medusa è il centro della trama dell'episodio 1.4 della serie TV australiana Sea Patrol. L'episodio è stato appunto intitolato Irukandji.
- In un episodio di CSI:NY, una medusa Irukandji era l'arma del delitto[collegamento interrotto].
- Le meduse irukandji sono protagoniste del libro Tutta colpa delle meduse di Ali Benjamin, Editrice Il Castoro.